# Assedio di Takegahana
L'assedio di Takegahana avvenne poco dopo l'assedio di Kaganoi. Toyotomi Hideyoshi cercò di consolidare il suo potere ai danni della coalizione Tokugawa Ieyasu-Oda Nobuo attaccando il castello di Takegahana, fedele a Nobuo. Il castello si trovava in una posizione bassa sul livello del mare, che ricordava le posizioni di Takamatsu, quindi la tecnica che aveva trionfato anni prima fu ripetuta per mezzo di una diga costruita lungo il fiume Kiso: alla fine i difensori del castello furono costretti a scalare gli alberi per evitare l'inondazione. Il castello si arrese in un mese.